# El Hijo del Fantasma
Sántos Escobár (* 30. April 1984 in Acapulco, Mexiko) ist ein mexikanischer Luchador beziehungsweise Wrestler. Er steht aktuell bei der World Wrestling Entertainment unter Vertrag, und tritt regelmäßig in deren Show SmackDown! auf. Den Traditionen des Lucha Libre folgend wird bis zu seiner Demaskierung sein wirklicher Name geheim gehalten. Sein ehemaliger Ringname verweist auf seinen Vater, den Luchador El Fantasma („Der Geist“): „El Hijo del Fantasma“ ist spanisch für „Sohn des Geistes“. Er tritt vor allem als „rudo“ (Heel) in der mexikanischen Promotion Asistencia Asesoría y Administración (AAA) an. Als King Cuerno ist er außerdem in der Fernsehsendung Lucha Underground auf dem US-amerikanischen Fernsehsender El Rey Network aktiv.

## Karriere
Über sein Privatleben ist nur wenig bekannt. Als Sohn eines Wrestlers lernte er das Wrestling-Business von Kindesbeinen an kennen. Daneben studierte er Internationale Beziehungen an der Universidad Anáhuac. Trainiert wurde er von seinem Vater, El Hijo del Gladiador und Franco Colombo. Neben seinem Vater sind auch sein Cousin Fantasma Jr. und sein Onkel Angel de la Muerte im Wrestling aktiv. Er steht seit seinem 13. Lebensjahr im Ring, sein Debüt als professioneller Wrestler gab er am 4. Juli 2000. Seine Karriere begann bei der International Wrestling Revolution Group, die er 2004 zugunsten von Consejo Mundial de Lucha Libre (CMLL) verließ. Während seiner Zeit bei CMLL gewann er zweimal den CMLL World Trios Championship zusammen mit Héctor Garza und La Máscara sowie einmal den CMLL World Middleweight Championship.
2013 wechselte er zu Asistencia Asesoría y Administración, einer der beiden größten Ligen in Mexiko. Dort machte er sich einen Namen als Highflyer und gewann den AAA Fusión Championship. Bei der Großveranstaltung Triplemanía XXII wurde der Titel mit dem AAA Cruiserweight Championship zum AAA World Cruiserweight Championship fusioniert und El Hijo del Fantasma wurde erster Träger des Gürtels, den er seitdem halten darf.
Als die Fernsehsendung Lucha Underground einen Vertrag mit der AAA schloss und einige Wrestler dort eingesetzt wurden, war auch El Hijo del Fantasma darunter. Er spielt dort King Cuerno, einen maskierten Jäger. Seine erste Fehde hatte er dort mit Drago, anschließend mit Johnny Mundo. Am 14. November 2015 durfte er Fénix besiegen und wurde damit zweiter Träger des Lucha Underground Gift of the Gods Championship, verlor den Titel aber eine Woche später wieder.
Am 14. August 2019 unterschrieb er bei der WWE einen Vertrag. Sein In-Ring-Debüt gab er am 15. Februar 2020 und gewann zusammen mit Raul Mendoza gegen Lewis Howley und Sam Stoker. Am 12. April 2020 nahm er am einen Turnier teil, um einen Interims NXT Cruiserweight Champion zu bestimmen. Dieses Turnier gewann er schlussendlich am 3. Juni 2020, hierfür besiegte er Drake Maverick. Am 8. April 2021 bestritt er bei NXT TakeOver: Stand and Deliver ein Ladder-Match gegen Jordan Devlin, um den Undisputed Champion zu bestimmen. Dieses Match konnte er gewinnen. Die Regentschaft hielt 314 Tage und verlor den Titel am 13. April 2021 an Kushida. Am 16. August 2022 verlor er gegen Tony D’Angelo ein Street Fight Match, worauf er NXT verlassen musste.
Am 7. Oktober 2022 debütierte er zusammen mit Cruz Del Toro und Wilde bei SmackDown und attackierten das Team Hit Row. Zusammen mit Del Toro, Wilde und Zelina Vega trat er unter dem Stable Legado Del Fantasma auf.
Im Zuge einer Storyline-Fehde zwischen Rey Mysterio und seinem Sohn, Dominik Mysterio, unterstützte er Rey und schloss sich im März 2023 einer Neuauflage des LWO-Stables an. Im Juli gewann der Mexikaner ein Match gegen seinen Landsmann Mysterio und sicherte sich damit einen Titelkampf für die WWE United States Championship gegen Austin Theory. Bei der SmackDown-Episode vom 11. August verletzte ihn Theory vor dem Match, sodass Escobar seinen Kampf nicht antreten konnte. Rey Mysterio ersetzte ihn und gewann die US-Championship.
Am 10. November 2023 bei einer SmackDown-Ausgabe attackierte er Rey Mysterio hinterrücks und machte einen Heel-Turn.

## Titelgewinne
- World Wrestling Entertainment
  - NXT Cruiserweight Championship (1×)

- Asistencia Asesoría y Administración
  - AAA Fusión Championship (1×)
  - AAA Latin American Championship (1×)
  - AAA World Cruiserweight Championship (1×)
  - Copa Antonio Peña (2017)
- Consejo Mundial de Lucha Libre
  - CMLL World Trios Championship (2×) mit Héctor Garza und La Mascara
  - CMLL World Middleweight Championship (1×)
  - Distrito Federal Light Heavyweight Championship (1×)
  - Torneo Generación 75
  - CMLL Trio des Jahres 2009 (mit Héctor Garza und La Máscara)

- Lucha Underground
  - Lucha Underground Gift of the Gods Championship (1×)

- Pro Wrestling Illustrated
  - Platz 63 der Top 500 Single-Wrestler 2015[11]
- Toryumon Mexico
  - Yamaha Cup (2010) mit Angélico

- Weitere Titel
  - AWC Middleweight Championship (1×)